# Agelasta unicolor
Agelasta unicolor es una especie de escarabajo longicornio del género Agelasta, categorizada en la tribu Mesosini, de la subfamilia Lamiinae. Fue descrita por Breuning en 1962.

## Descripción
Mide 15 mm de longitud.

## Distribución
Se distribuye por Filipinas.